# Naděžda Blažíčková Horová
Naděžda Blažíčková Horová (* 19. prosince 1942, Praha) je historička umění, kurátorka a galerijní pracovnice.

## Život
Naděžda Blažíčková Horová je dcerou historika umění Oldřicha Jakuba Blažíčka (1914-1985) a vnučkou malíře Oldřicha Blažíčka (1887-1953). Jejím prvním manželem byl historik umění Pavel Preiss (* 1926). Podruhé se vdala za architekta Vladimíra Horu (* 1931).
Od roku 1961 byla zaměstnána jako odborná pracovnice v Národní galerii v Praze. V letech 1966-1971 vystudovala dějiny umění na Filozofické fakultě Univerzity Karlovy a obhájila diplomovou (dizertační) práci František Procházka (1747-1815) - jeho život, dílo a místo v českém malířství. V Národní galerii pracovala postupně ve Sbírce kresby a grafiky, v knihovně, ve Sbírce sochařství a ve Sbírce umění 19. století, od roku 1990 jako vedoucí sbírky, v letech 2000-2009 jako ředitelka Sbírky umění 19. století. Byla kurátorkou výstav a stálých expozic ve Veletržním paláci, klášteře sv. Anežky České a v klášteře sv. Jiří. Je autorkou expozice umění 19. a 20. století Galerie hlavního města Prahy v Trojském zámku.
Připravila řadu monografických i souborných výstav umělců 19. století v Národní galerii, DU města Brna, AJG Hluboká, ZČG v Plzni, v divadle a MMG v Hlinsku, na zámku v Litomyšli a dalších regionálních galeriích, v zahraničí např. v Berlíně a Bruselu. Publikuje v časopisech Staletá Praha, Umění, Ateliér, Starožitnosti a užité umění, Bulletin Národní galerie. Působí jako znalkyně umění v prestižních aukčních domech (galerie Kodl, 1. Art Consulting, Adolf Loos Apartments, Arthouse Hejtmánek, Galerie Kroupa aj.).

### Ocenění
- 1996 Cena Akademie věd České republiky za editorskou práci na publikaci Nová encyklopedie českého výtvarného umění (1995)[2]
- 2020 Cena poroty JTP za encyklopedii všeobecnou: Naděžda Blažíčková Horová, Eliška Havlová: Oldřich Blažíček (Academia, Praha 2019)

### Publikace (výběr)
- Bedřich Havránek (1821-1899), Obrazy a kresby, 98 s., katalog výstavy, Národní galerie v Praze 1985
- Bedřich Havránek, 94 s., Odeon, nakladatelství krásné literatury a umění, n.p., Praha 1994, ISBN 80-207-0436-1
- Umění 19. století (Průvodce expozicí Národní galerie v Praze. Veletržní palác, IV. patro), 112 s., Národní galerie v Praze 2002, ISBN 80-7035-232-9
- 19th-century art (Guide to the Collection of the National Gallery in Prague. Trade Fair Palace, 4th floor), 109 s., Národní galerie v Praze 2002, ISBN 80-7035-233-7
- Malířská rodina Mánesů, 335 s., Národní galerie v Praze 2002, ISBN 80-7035-236-1
- Václav Brožík (1851-1901), 300 s., Národní galerie v Praze 2003, ISBN 80-7035-239-6
- František Ženíšek (1849-1916), 251 s., Národní galerie v Praze 2005, ISBN 80-7035-315-5
- Krajina v českém umění 17.-20. století (Průvodce stálou expozicí Národní galerie v Praze v paláci Kinských), 158 s., Praha 2005, ISBN 80-7035-300-7
- Odkaz Josefa Hlávky Národní galerii v Praze, 149 s., Národní galerie v Praze 2008, ISBN 978-80-7035-391-2 (s T. Sekyrkou)
- August Bedřich, Charlotta a Louisa Piepenhagenovi, 321 s., Národní galerie v Praze 2009, ISBN 978-80-7035-431-5 (se Š. Leubnerovou)
- Umění 19. století v Čechách (1790-1910) - malířství, sochařství a užité umění, 191 s., Národní galerie v Praze 2009, ISBN 978-80-7035-425-4
- Maximilían Joseph Haushofer (1811-1866) (Návrat z lovu (50. léta 19. století) / Returning from a Hunt (1950s), 24 s., Galerie Kodl, Národní galerie v Praze 2009, ISBN 978-80-7035-439-1
- Václav Radimský 1867 - 1946, 293 s., Arbor vitae, Řevnice 2011, 978-80-87164-81-5
- Oldřich Blažíček (1887–1953): Život a dílo, Soupis díla. (s Eliškou Havlovou Charvátovou), 2 svazky, 315 a 508 s., Nakladatelství Academia, Galerie Kodl, Praha 2019, ISBN 978-80-200-2741-2 (Academia, soubor), ISBN 978-80-200-3060-3 (svazek 1), ISBN 978-80-200-3061-0 (svazek 2)

### Hesla a statě
- M. Freimanová (ed.), Město v české kultuře 19. století, 438 s., Národní galerie v Praze 1983
- V. Vlnas (ed.), Lev a orel. Češi a habsburská monarchie v umění 19. století, ZČG Plzeň, NG Praha 1994
- A. Horová (ed.), Nová encyklopedie českého výtvarného umění (A-M), (N-Ž), Academia, Praha 1995
- Litografie aneb Kamenopis (Počátky české litografie 1819-1850 k 200. výročí vynálezu litografie Aloisem Senefelderem), UPM 1996
- Obrazárna v Čechách 1796 - 1918, 278 s., Gallery s.r.o., Praha 1996, ISBN 80-7035-106-3
- P. Wittlich (ed.), Prague Art Nouveau. Mètamorphoses d´un style, Bruxelles 1998
- Josef Navrátil (1798 - 1865), 88 s., Pražský hrad 1998, ISBN 80-85016-41-9
- Julius Mařák a jeho žáci, Národní galerie v Praze 1999, ISBN 80-7035-206-X
- Dějiny českého výtvarného umění III - svazek 1 a 2 - 1780/1890, Academia, Praha 2001, ISBN 80-200-0735-0
- F. Croke (ed.), New Frontiers: art from new EU member states, National Gallery of Ireland 2004, ISBN 1-90428-806-5
- 100 děl z Národní galerie v Praze, Národní galerie v Praze 2006, ISBN 80-7035-320-1
- A. Horová (ed.), Nová encyklopedie českého výtvarného umění (Dodatky), Academia, Praha 2006
- V. Vlnas, L. Stolárová (eds), Láska - touha - vášeň (Milostné náměty v umění 15.–19. století), 293 s., Archiv hlavního města Prahy, Scriptorium 2008, ISBN 978-80-86852-29-4 (AHMP), ISBN 978-80-86197-94-4

### Katalogy
- Česká soudobá medaile, 46 s., Svaz českých výtvarných umělců 1974
- České malířství XIX. století, Národní galerie v Praze 1975
- České malířství 1. poloviny 19. století, Národní galerie v Praze, Nové Město na Moravě 1976
- Klasikové české malby 19. století, Národní galerie v Praze, Karviná 1976
- Jaroslav Čermák a jeho doba, Národní galerie v Praze 1976
- Jaroslav Čermák a jeho doba, GU Karlovy Vary 1977
- Generace Národního divadla, Národní galerie v Praze, Karviná 1980
- Krajina v české malbě 19. století, Muzeum středního Pootaví Strakonice 1980
- Mistři české krajiny 19. století ze sbírek Národní galerie, Teplice 1980
- Česká krajinomalba počátku 20. století ze sbírek Národní galerie, Národní galerie v Praze, Karviná 1981
- František Xaver Procházka 1746-1815, 37 s., Národní galerie v Praze 1983
- Oldřich Blažíček: Souborná výstava k 30. výročí úmrtí, Krajské muzeum Teplice 1983
- Bedřich Havránek (1821 - 1899), 78 s., Národní galerie v Praze 1985
- Oldřich Blažíček 1887 / 1953 (Výstava k stému výročí narození), 48 s., ZČG Plzeň 1986
- Oldřich Blažíček 1887 / 1953, Ke stému výročí narození), Středočeská galerie Praha 1987
- Oldřich Blažíček 1887-1953, 36 s., Západočeská galerie v Plzni 1986
- Jiří Šefčík: Obrazy, 36 s., Galerie výtvarného umění Cheb 1989
- Adolf Kosárek 1830-1859, 87 s., Národní galerie v Praze 1990, ISBN 80-7035-014-8
- Jiří Šefčík: Obrazy a miniatury, Unie výtvarných umělců 1990
- Adolf Kosárek, 34. výtvarné Hlinecko, 1993
- Jaroslav Čermák, 35. Výtvarné Hlinecko, 1994
- Antonín Machek, 36. výtvarné Hlinecko, 1995
- Mistrovská díla českého malířství 19. století ze sbírek Pražského hradu, 86 s., Správa Pražského hradu 1996 (s L. Kesnerem)
- Praha v akvarelu a kolorované grafice 19. století, Muzeum hlavního města Prahy 1997, ISBN 80-85394-18-9
- Julius Mařák a jeho žáci (k 100. výročí úmrtí), 334 s., Národní galerie v Praze 1999, ISBN 80-7035-184-5
- České malířství 19. století (Ve sbírce Západočeské galerie v Plzni), 122 s., Západočeská galerie v Plzni 2000
- Malířská rodina Mánesů (Katalog exponátů výstavy - doplněk ke stejnojmenné knize vydané NG), 51 s., Národní galerie v Praze 2003, ISBN 80-7035-271-X

### Kurátorka výstav
- 1974 Česká soudobá medaile, Praha
- 1975 České malířství XIX. století ze sbírek Národní galerie, Litomyšl
- 1976/1977 Jaroslav Čermák a jeho doba, Praha, Litomyšl, Brno, Plzeň, Karlovy Vary
- 1983 František Xaver Procházka 1746 - 1815, Praha
- 1983 Oldřich Blažíček: Souborná výstava k 30. výročí úmrtí, Teplice
- 1983/1984 Česká krajina, Praha
- 1984/1985 Beneš Knüpfer 1844-1910, Praha
- 1985/1986 Bedřich Havránek, Praha
- 1986/1987 Oldřich Blažíček: Výběr z díla, Plzeň (Plzeň-město)
- 1987 Z nových zisků Národní galerie v Praze z let 1984-1986 - I. část, Praha
- 1987 Oldřich Blažíček: Výstava k stému výročí narození, Praha, Nové Město na Moravě
- 1987 28. Výtvarné Hlinecko: Alois Bubák a česká krajinomalba 2. poloviny 19. století, Hlinsko[4]
- 1990 Z nových zisků Národní galerie v Praze (1987-1988), I. díl, Praha
- 1990/1991 Adolf Kosárek 1830-1859, Praha
- 1992 Bedřich Havránek, Hlinsko
- 1993 Adolf Kosárek: Obrazy, Hlinsko
- 1994 Jaroslav Čermák, Hlinsko
- 1995 Antonín Machek, Hlinsko
- 1996 Antonín Chittussi, Praha
- 1996/1997 Mistrovská díla českého malířství 19. století ze sbírek Pražského hradu, Praha
- 1997 Praha v akvarelu a kolorované grafice 19. století, Praha
- 2003 Václav Brožík 1851-1901, Praha
- 2005/2006 František Ženíšek (1849 - 1916), Praha
- 2009/2010 Maximilían Joseph Haushofer (1811-1866): Návrat z lovu (50. léta 19. století) / Returning from a Hunt (1950s), Praha
- 2011/2012 Václav Radimský (1867-1946), Praha
- stálá expozice: České malířství 19. století ve sbírce Západočeské galerie v Plzni